# Peter De Baets
Peter De Baets (Oostende, 18 januari 1962) is een Belgisch arts en historicus, voorzitter van de vzw Biekorf.

## Levensloop
De Baets studeerde geneeskunde aan de KULAK-KUL en werd arts-radioloog, specialist in de medische beeldvorming en de röntgendiagnose, verbonden aan het AZ Alma in Eeklo.
In 2002 werd hij lid van het 'berek' (bestuur) van de vzw Biekorf, die het gelijknamige tijdschrift uitgeeft. Het tijdschrift werd in 1890 in Brugge gesticht, onder meer door Guido Gezelle, die er de eerste hoofdredacteur van was. Op 16 oktober 2008 werd De Baets verkozen tot voorzitter van de vzw, in opvolging van Christian Devyt.
Als historicus en taalkundige publiceert hij over West-Vlaamse onderwerpen, vaak binnen een internationale context. Hij leverde onder meer bijdragen aan de tijdschriften Biekorf, Brugs Ommeland, Rond de Poldertorens, Westhoek, Van mensen en dingen en Handelingen van het Genootschap voor Geschiedenis te Brugge.
Hij heeft een uitgesproken belangstelling voor naamkunde en Nederlandse lexicografie.
- Naamkunde: hij leverde zoveel aanvullingen op de eerste editie van het Woordenboek van de familienamen in België en Noord-Frankrijk van Frans Debrabandere, dat de auteur hem bij de tweede editie (2003) als medeauteur opnam: 'Grondig herziene en vermeerderde uitgave met medewerking van dr. Peter De Baets'.
- Historische lexicografie: hij verzorgt sinds 2008 in Biekorf de rubriek 'Kleine verscheidenheden uit Vlaamse bronnen', en zet daarmee het werk verder — met behoud van de titel — van Edward Gailliard (in: Verslagen en Mededelingen van de Koninklijke Academie voor Taal- en Letterkunde, 1909-1922) en van Antoon Viaene (in: Biekorf, 1960-1974).

Oorspronkelijk betrof zijn onderzoek genealogie en stambomen. Zijn belangstelling verplaatste zich naar de oorsprong van familienamen, migratiegeschiedenis en biografieën.

## Publicaties

### Geschiedenis
- Hollandse immigratie naar Kust-Vlaanderen omstreeks 1600, in: Biekorf, 1998.
- Malaria in West-Vlaanderen, in: Biekorf, 1998.
- De Oostendse confrérie van de HH. Cosmas en Damianus (1755-1793), in: Biekorf, 1999.
- Het marktschip van Leffinge, in: Biekorf, 1999.
- De galg in de stad Oostende in 1777, in: Biekorf, 2000.
- Een kandidaat-chirurgijn volgt bijscholing te Parijs (1761), in: Biekorf, 2000.
- Het "portret van de Brugse familie (1645) door Jacob van Oost de oude, in: Biekorf, 2000.
- Een Collegium Medicum in Ieper, in: Biekorf, 2000.
- Nog een genealoog Verplancke, in: Biekorf, 2000.
- Opgang en verval van een Spaanse koopliedenfamilie in Vlaanderen: de Matanca (16de-18de eeuw), in: Handelingen van het Genootschap voor Geschiedenis, 2001.[2]
- Britse consuls te Brugge en Oostende in de 17de en 18de eeuw, in: Biekorf, 2001.
- Een vereniging van Britten te Brugge, in: Biekorf, 2001.
- Ketellappers uit de Auvergne in het Brugse Vrije, in: Biekorf, 2001.
- Het gedrag van Maria Keignaert, 1759, in: Biekorf, 2002.
- De opleidingsplaats van apothekers in Ieper tijdens het Ancien Regime, in: Biekorf, 2002.
- Steenbakkers te Beerst, 1792, in: Biekorf, 2002.
- Bosbouw te Beernem, 1795, in: Biekorf, 2003.
- Nog over scherprechter Boutquin te Brugge, in: Biekorf, 2003.
- Bruhesius te Brugge (1548-1550), in: Biekorf, 2003.
- Oostende in de politiek van de Verenigde Staten (1854), in: Biekorf, 2003.
- Oostende en enkele Britse ontdekkingsreizigers, in: Biekorf, 2003.
- Debrabandere, Frans en De Baets, Peter Woordenboek van de familienamen in België en Noord-Frankrijk. Amsterdam: Veen, 2003[3]
- Lanterluien, in: Biekorf, 2004.
- Een minder bekende Bruggeling, Baldwin Hamey (1568-1640), in: Biekorf, 2004.
- Nog over paardensnijders, in: Biekorf, 2004.
- Twee ongewone natuurverschijnsels uit 1783, in: Biekorf, 2004.
- Aanvullingen bij de profetieën van Izegem, in: Biekorf, 2005.
- Een vroege versie van het geuzenlied "Vrygheleyt na der hellen, in: Biekorf, 2005.
- Handgeschreven vervloekingsformules in boeken, in: Biekorf, 2005.
- De "dyptiek van een minderbroeder" van Jan Provoost, in: Biekorf, 2005.
- Een parodie op het Onze Vader, in: Biekorf, 2005.
- Een Cubaanse kijk op Jan de Witte, in: Biekorf, 2005.
- Nog een 'Oostendse' ontdekkingsreiziger, in: Biekorf, 2005.
- Een zeldzaam Oostends drukwerk: de statuten van de vrije schippers te Oostende, in: Biekorf, 2006.
- Een fictief Iepers impressum, in: Biekorf, 2006.
- Een 15de-eeuws historielied, in: Biekorf, 2006.
- Een bezoek aan de Engelse prinsen te Brugge (1656), in: Biekorf, 2006.
- Familienaam Soedmaeker, in: Biekorf, 2006.
- Een kat met zeven levens: de "Oostendse" bankier William Herries, in: Biekorf, 2007.
- Pieter Smidts als auteur van medische casuïstiek, in: Biekorf, 2007.
- De binnenwinkels van het hart (17de eeuw), in: Biekorf, 2007.
- Het handboek van Jan Van der Straete, griffier van Roeselare (1568-85), in: Biekorf, 2007.
- De familie van Franciscus Modius, in: Biekorf, 2007.
- Hospitalen te Brugge in 1643, in: Biekorf, 2007.
- Boekendieven zijn gewaarschuwd : handgeschreven vervloekingsformules in de Nederlanden en West-Europa., in: Van Mensen en Dingen, tijdschrift voor volkscultuur in Vlaanderen, v5 n1 (2007 02 11)[4]
- De "Société des sciences naturelles de Bruges" (1838-1847), in: Biekorf, 2007.
- De inventaris van de Brugse drukker Martinus De Sloovere (1800), in: Biekorf, 2007.
- Een reisgenoot van James Cook, overleden te Oostende (1785), in: Biekorf, 2008.
- Waar lag Fraxerias?, in: Biekorf, 2008.
- Een zoektocht naar enigmatische grafschriften, in: Biekorf, 2008.
- Het wekken van bijen, in: Biekorf, 2008.
- Het verhaal van Mary Goggin (Oostende 1816), in: Biekorf, 2009.
- Over enkel families uit Vlaanderen naar Engeland geëmigreerd in de 16de eeuw, in: Biekorf, 2009.
- Paul Knibbe in dienst van Willem van Oranje, in: Biekorf, 2010.
- François de Baudimont uit Diksmuide in dienst van Willem van Oranje, in: Biekorf, 2010.
- Edward de Belleroche en "The siege of Ostend", in: Biekorf, 2010.
- De graven van Vlaanderen bij de kroning van de koningen van Frankrijk, in: Biekorf, 2011.
- "Ostend rabbits" in de 19de eeuw, in: Biekorf, 2011.
- Een "Oostendenaar" in Texas (1818), in: Biekorf, 2011
- Michaël Ondaatje: een Brugse connectie, in: Biekorf, 2012.
- André Vanderheyde, scheepsmakelaar te Lorient (1756-1765), in: Biekorf, 2012.
- Van den hond en den haas, in: Biekorf, 2013.
- Terechtstelling met de plank in de 13de eeuw, in: Biekorf, 2013.
- Walvissen op de Vlaamse kust en in het Scheldebekken, in: Biekorf, 2013.
- Opera te Brugge in 1683?, in: Biekorf, 2013.
- Het "Portret van een theoloog" door Jacob van Oost de Oude, in: Biekorf, 2014.
- Vet van menselijke oorsprong, in: Biekorf, 2015.
- Louis Deswatines of een Amerikaanse robinsonade met epiloog te Torhout, in: Biekorf, 2015.
- Michel Van Damme uit Rouen (1606) en zijn boek over boekhouden, in: Biekorf, 2015.
- Het afsnijden van de neus bij overspel, in: Biekorf, 2015.
- De 16de-eeuwse Brugse vertaler Martinus Everaert, in: Biekorf, 2016.
- Zwanenmerken en zwanenhalsbanden, in: Biekorf, 2016.
- Over Italianen en Savoyards in de 18de en 19de eeuw, in: Biekorf, 2016 & 2017.
- Het Ieperse graf van Yolande van Bourgondië, in: Biekorf, 2017.
- De koning van Sedang te Oostende (1889), in: Biekorf, 2018.
- De Sint-Pontiaansvloed van 1552, in: Biekorf, 2019.
- Barthélémy Trotsin (+1488) in dienst van de Bourgondische hertogen, in: Biekorf, 2019.
- Een portretschilderij van Pieter Pourbus uit 1571, in: Biekorf, 2020.
- Taelmeester Balduinus Janssens (+1815), in: Biekorf, 2021.
- Tsaar Peter De Grote in West-Vlaanderen, in: Biekorf, 2021.
- Achttiende-eeuwse Brugse genealogieën van Joannes Franciscus Verplancke senior en junior, in: Ludo Vandamme (red.), Boeken uit Brugge: studies over Brugse boekgeschiedenis, Brugge, Uitgeverij Van de Wiele, 2021, p. 137-141.
- Spindeler: een West-Vlaamse familie van militairen uit de zeventiende eeuw, in: Biekorf, 2002.

### Geneeskunde
- (samen met R. F. DONDELINGER e.a.) Percutaneous aspiration and drainage of abdominal abscesses under x-ray computed tomographic control. Prospective study of 63 cases, in: Annales de Radiologie, 1987.
- P. DE BAETS, Atherosclerosic dissection of the cervical internal carotid artery. A case report, in: Angiology, 1990.
- (samen met P. DEMAEREL, G.WILMS, e.a.) Magnetic resonance imaging of extrapontine lesions in central pontine myelinolysis, in: Journal Belge de Radiologie, 1992